# 흑산초등학교
흑산초등학교는 대한민국 전라남도 신안군에 있는 초등학교다.
분교가 총 6개로 대한민국의 초등학교 중 분교가 가장 많은 초등학교이다.

## 학교 연혁
- 1932년 5월 1일 흑산공립보통학교 설립인가
- 1932년 6월 10일 흑산공립보통학교 개교
- 1938년 4월 1일 흑산공립심상소학교 개칭
- 1941년 4월 1일 흑산공립국민학교 개칭
- 일자미상 흑산국민학교 개칭
- 1955년 3월 10일 흑산북분교장 외 10개 분교장 편입
- 1955년 3월 10일 흑산국민학교 장도분교 개교
- 1983년 3월 1일 흑산영산국민학교 분교장 격하 편입
- 1983년 3월 1일 태도국민학교 분교장 격하 편입, 중도분교장 편입
- 1984년 3월 1일 하태국민학교 분교장 격하 편입
- 1985년 3월 1일 만재국민학교 분교장 격하 편입
- 1986년 3월 1일 흑산서국민학교 분교장 격하 편입
- 1988년 3월 1일 흑산심리국민학교 분교장 격하 편입
- 1990년 3월 1일 홍도국민학교 분교장 격하 편입, 신흥분교장 편입
- 1991년 3월 1일 흑산북국민학교 분교장 격하 편입
- 1992년 8월 31일 중도분교장 폐교 및 본교 통폐합
- 1993년 9월 1일 흑산동국민학교 분교장 격하 편입
- 1996년 3월 1일 흑산초등학교 개칭
- 2000년 3월 1일 심리분교장 폐교 및 본교 통폐합
- 2003년 3월 1일 태도분교장 폐교 및 본교 통폐합
- 2005년 3월 1일 신흥분교장 폐교 및 본교 통폐합
- 2005년 9월 1일 만재분교장 폐교 및 본교 통페합
- 2012년 3월 1일 제31대 우홍록 교장 부임
- 2014년 2월 18일 제80회 졸업(13명) (누계: 5,368명)
- 2015년 2월 13일 제81회 졸업(9명) (누계: 5,377명)
- 2015년 3월 1일 제32대 선종규 교장 부임
- 2016년 3월 1일 제33대 오창윤 교장 부임
- 2017년 2월 9일 제83회 졸업(8명) (누계: 5,391명)
- 2018년 9월 1일 흑산서분교장 폐교 및 본교 통폐합
- 2022년 3월 1일 흑산초등학교 장도분교장·흑산북분교장 휴교
- 2023년 3월 1일 제36대 조선희 교장 부임
- 2024년 1월 5일 제90회 졸업(10명) (누계: 5,446명)
- 2024년 9월 1일 제37대 이경숙 교장 부임

## 소속 분교장[1]
- 장도분교(1955.03.10. 개교)
- 영산분교(1983.03.01. 편입)
- 중도분교(1983.03.01. 편입)
- 태도분교(1983.03.01. 편입)
- 신흥분교(1983.03.01. 편입)
- 하태분교(1984.03.01. 편입)
- 만재분교(1985.03.01. 편입)
- 흑산서분교(1986.03.01. 편입)
- 심리분교(1988.03.01. 편입)
- 홍도분교(1990.03.01. 편입)
- 흑산북분교(1991.03.01 편입)
- 흑산동분교(1993.09.01. 편입)